# Obdobje težav
Obdobje težav  (rusko Смутное время, Smutnoje vremja, poslovenjeno žalostni čas) ali smuta (rusko  смута, smuta, dobesedno zadrega) je bilo obdobje politične krize v Ruskem carstvu, ki se je začelo s smrtjo zadnjega Rurikida, carja Fjodorja I. Ivanoviča leta 1589, in končalo leta 1613 s prihodom Mihaela I. iz dinastije Romanov. 
To je bil čas brezpravja in anarhije po smrti Fjodorja I., šibkega in morda intelektualno prizadetega vladarja, ki je umrl brez naslednika. Njegova smrt je končala dinastijo Rurikidov, kar je povzročilo nasilno nasledstveno krizo s številnimi uzurpatorji in lažnimi Dimitriji (sleparji), ki so zahtevali naslov carja. Rusija je v treh letih po Fjodorjevi smrti doživela lakoto (1601-1603), ki je pobila skoraj tretjino prebivalstva. Rusijo je med poljsko-rusko vojno 1605–1618, znano tudi kot dimitrijada, okupirala poljsko-litovska Republika obeh narodov, dokler ni bila leta 1612 izgnana. To je bilo eno najbolj turbulentnih in nasilnih obdobij v ruski zgodovini. V samo 15 letih je krona kar šestkrat zamenjala lastnika. Ocene skupnega števila smrtnih žrtev, ki so jih povzročili spopadi, se gibljejo od 1 do 1,2 milijona, medtem ko je na nekaterih območjih Rusije število prebivalcev upadlo za več kot 50 odstotkov.
Obdobje težav se je končalo z izvolitvijo Mihaela Romanova za carja na Zemskem soboru leta 1613. Z njim se je začela vladavina Romanovih, ki so v Rusiji vladali do februarske revolucije leta 1917. 

## Ozadje
Prvi ruski car je bil IIvan Grozni, ki je leta 1547 kot naslednika Moskovske velike kneževine ustanovil Rusko carstvo. Za svojega naslednika je izbral svojega najstarejšega sina, carjeviča Ivana Ivanoviča. Slednjega je njegov oče 19. novembra 1581 v jezi po nesreči ubil in dedič prestola je postal njegov mlajši brat Fjodor, ki sicer nikoli ni veljal za resnega kandidata za ruski prestol. 
Car Ivan je dobro vedel, da Fjodor ne more vladati samostojno, zato je pred svojo smrtjo leta 1584 ustanovil svet regentov, ki naj bi vladal v sinovem imenu. Za regenta je imenoval dva vodilna bojarja: Fjodorjevega strica Nikito Romanoviča Zaharin-Jurjeva, vodjo klana Romanovih, in kneza Ivana F. Mstislavskega. V svet je imenoval tudi dva vodilna člana svojega dvora: priljubljenega in junaškega kneza Ivana Petroviča Šujskega in Fjodorjevega svaka  Borisa Godunova. Na dan kronanja je bil Godunov imenovan za gospodarja hiše ali konjušnika, s čimer je postal najvplivnejši član bojarskega sveta. Za oblast se je leta 1585 potegoval knez Ivan Mstislavski, vendar so ga drugi regenti ustavili in prisilili na odhod v samostan. V Rusiji je to pomenilo nepovraten korak. Iz te epizode je zraslo tiho zavezništvo med Godunovi in Romanovi, da bi zaščitili svoje družinske interese. Leta 1586 je bil po nemirih proti Godunovu "ostareli knez Ivan Šujski prisiljen postati menih pod močno stražo". Boris Godunov je s tem postal edini regent carja Fjodorja in najvplivnejši človek v Rusiji.
Sredi 16. stoletja je Rusko carstvo trpelo zaradi lakote, kuge in notranjih nesoglasij, ki so jih spremljali vpadi Tatarov iz  Krimskega kanata, ki jih je podpiralo Osmansko cesarstvo. Leta 1571 je Devlet I. Geraj s svojo vojsko izropal Moskovsko kneževino v dogodkih, znanih kot moskovski požar. Leta 1591 sta napad izvedla Gazi II. Geraj  in njegov brat Fetih I. Geraj. 
Fjodor je bil za ruskega carja okronan 28. marca 1584, tri dni po očetovi smrti. Novi car se ni zanimal za politiko. Vladal je prek svojega najbližjega svetovalca Borisa Godunova, bojarja in brata Fjodorjeve žene Irine Godunovne. Fjodor je imel samo enega otroka, hčerko Feodozijo, ki je umrla pri dveh letih. 
Boris Godunov in drugi regenti so že na začetku Fjodorjeve vladavine odstranili grožnjo, ki je izhajala iz dvorne frakcije, ki je podpirala najmlajšega Ivanovega sina Dimitrija, otroka Ivanove šeste in zadnje žene Marije Nagajske. Maja 1591 so sporočili, da je carjevič Dimitrij mrtev. Na podlagi pričevanja več očividcev je preiskovalna komisija "sklenila, da si je Dimitrij pomotoma prerezal grlo med epileptičnim napadom, ki se je zgodil med njegovim igranjem z nožem".
Januarja 1598 je Fjodor umrl. Po besedah Chesterja Dunninga je "carjeva smrt brez naslednika končala edino vladajočo dinastijo, ki jo je Moskva kdaj poznala". Žena Irina se je pred bojarskim svetom odpovedala prestolu in odšle v samostan. Bojarji so sklicali Zemski sobor (Državna skupščina), da bi izbrali novega carja. Godunov je kmalu premagal svojega glavnega tekmeca za prestol Fjodorja Romanova in bil septembra 1598 okronan za carja. Po zaroti Romanovih leta 1600 je bil Fjodor prisiljen postati menih.:63–65
Boris Godunov je bil po mnenju Chesterja Dunninga eden največjih ruskih vladarjev, zaslužen za širitev Rusije ob koncu 16. stoletja. V resnici je že leta 1592 zasužnjil milijone podložnikov, obremenil prebivalstvo z visokimi davki, nadlegoval svobodne kozake in leta 1597 uvedel suženjsko zakonodajo, ki je pogodbene sužnje spreminjal v dosmrtne.:45–47,58–65,73
Rusija je med letoma 1601 in 1603 ponovno doživela lakoto. Letine so bile izjemno slabe, saj so bile nočne temperature celo v poletnih mesecih pogosto pod lediščem. Lakoti so sledile bolezni, zaradi katerih je pomrla tretjina do dveh tretjin prebivalstva. Družbeno nestabilnost je povzročil tudi upor lačnih podložnikov septembra 1603.:68–71

## Lažni Dimitrij I.
Po Dunningu je bila prva državljanska vojna v Rusiji neposredna posledica drzne invazije človeka, ki je trdil, da je carjevič Dimitrij, nekako 'čudežno' rešen pred domnevnim poskusom atentata 'uzurpatorja' Borisa Godunova leta 1591. Dimitrij se je zdaj vrnil in od nelegitimnega 'lažnega carja' Borisa zahteval vrnitev prestola.:75–76
Po Fjodorjevi smrti so se zarote razmahnile. Krožiti so začele govorice, da je njegov mlajši brat Dimitrij še vedno živ in se skriva, kljub uradnim navedbam, da je bil v zgodnji mladosti zaboden do smrti, po nesreči ali po ukazu Borisa Godunova. Politično nestabilnost Rusije je izkoristilo več uzurpatorjev, znanih kot Lažni Dmitriji, ki so trdili, da so carjevič in dedič carstva. Lažni Dmitrij I. se je pojavil v poljsko-litovski državi in leta 1603 trdil, da je dedič ruskega prestola. 
Ko je za poljskega Dimitrija izvedel car, je odkrito obdolžil bojarje, da so njegove zahteve del bojarske zarote. Dejansko obstaja precej drobnih dokazov, ki povezujejo pretendenta s klanom Romanovih. Dimitrij je svojo identiteto razkril ukrajinskemu magnatu Adamu Višneveckemu, ki mu je pomagal pridobiti podporo zaporoških in donskih kozakov. Dimitrija je nastanil Jerzy Mniszech in mu pomagal pridobiti več prič, ki so potrdile, da je carjevič Dimitrij.:83–89
Poljskega kralja Sigismunda III. ter poljske katoliške voditelje in jezuite so kmalu zelo zanimala poročila, da se namerava Dimitrij spreobrniti v katolištvo. Med drugim so sanjali o tem, da bi spreobrnili vso Rusijo in jo nato izrabili proti Švedski.:88
Do septembra 1604 je Mniszech kot Dmitrijev vrhovni poveljnik zbral okoli 2500 mož. Oktobra 1604 so prestopili poljsko-litovsko mejo z Rusijo. Dimitrijeva invazija oktobra 1604 je sprožila ogromen upor jugozahodnih in južnih obmejnih provinc, mest, garnizij in kozakov, ki je prerasel v veliko širši konflikt in nazadnje strmoglavil dinastijo Godunov.:90–91
Po smrti Borisa Godunova leta 1605 je Lažni Dmitrij I. zmagoslavno vstopil v Moskvo in bil 21. julija okronan za carja. Oblast je utrdil z obiskom groba Ivana Groznega in samostana Ivanove vdove Marije Nagaje, ki je Dimitrija sprejela za sina in potrdila njegovo zgodbo. Lažni Dimitrij I. je bil 8. maja 1606 poročen per procura z Marino Mniszech v zameno za obljube o zemljiščih in bogastvu. Spreobrnil se je v katolištvo, pri čemer se je zanašal na poljske jezuite in poljske plemiče, vidne člane njegovega dvora, ter na Mniszechovo zasebno vojsko.

## Vasilij IV. Šujski
Car Dimitrij je bil sprva priljubljen vladar, a je hitro postal nepriljubljen, saj so mnogi v njem videli orodje Poljakov. Njegovi nasprotniki so predstavljali relativno majhno skupino nezadovoljnih in ambicioznih posameznikov. Med njimi je bil knez Vasilij Šujski, eden od najstarejših in najprestižnejših bojarjev, čigar družina suzdalskih knezov je imela prednike nazaj do Rurika. 
Kmalu po Dimitrijevem prihodu v Moskvo so Vasilij in njegova brata Dimitrij in Ivan razširili vest, da car ni Dimitrij, ampak pobegli razrešeni menih Griška Otrepev. Vasilija so zaradi lažnih vesti obsodili na izgnanstvo, nato pa so mu dovolili, da se vrne v Moskvo in so ga ponovno sprejeli v svet bojarjev. Šujski je začel takoj po vrnitvi konec leta 1605 skrivaj načrtovati atentat na carja Dimitrija. Do pomladi 1606 je lahko računal na podporo nekaterih posameznikov na dvoru, v cerkvi in med trgovsko elito.:83,141–150
Med zarotniki so bili razen njega njegova brata Dimitrij in Ivan, njegov nečak Mihail Skopin-Šujski, Vasilij in Ivan Golicin, okolničij Ivan Kriuk-Količev, okolničij Mihail Tatiščev, menihi, duhovniki, kleriki, trgovci ter zaupni dvorjani in bojarji iz Novgoroda, Pskova, Smolenska in Moskve. Na carjevi poroki s poljsko princeso Marino Mniszech je bilo v Moskvi več tisoč poljskih svatov. Zjutraj 17. maja 1606 sta Vasilij Golicin in Mihail Tatiščov vodila napad na kremeljska Frolova vrata, medtem ko je Vasilij Šujski poslal glasnike, ki so Moskovčane opozorili, da poskušajo Poljaki ubiti carja. Sledil je strašen pokol, v katerem je bilo v šestih ali sedmih urah ubitih 420 Poljakov in več sto Rusov. To je morilcem omogočilo, da so pobili carjeve gardiste. Car je na begu skozi okno padel in si zlomil nogo, Milnikov pa ga je nato ustrelil. Njegovo truplo je tri dni ležalo na Rdečem trgu. Krščanskega pokopa niso dovolili in so ga na koncu sežgali. Legenda pravi, da je bil njegov pepel izstreljen iz topa v smer, iz katere je prispel v Moskvo. Kmalu zatem so se pojavile govorice, da je bil ubit tujec, podoben carju, kar je kmalu privedlo do nove državljanske vojne v imenu "pravega carja" Dimitrija.:150–158,164
19. maja 1606 so se sozarotniki Vasilija Šujskega sestali v njegovi hiši in načrtovali njegov prevzem oblasti. Zatem so odšli na Rdeči trg, kjer je bil razglašen za carja. Kronanje je bilo 1. junija 1606. Umor carja, njegov prenagljen prevzem oblasti brez odobritve državnega zbora in njegovo pomanjkanje kakršnega koli resnega prizadevanja, da bi pridobil podporo preprostih ljudi, so na samem začetku spodkopali njegovo verodostojnost. Njegova dejanja po prevzemu oblasti so sprožila upor Ivana Bolotnikova.:161–174
Bolotnikov je bil suženj kneza Andreja Teljatevskega, potem pa je pobegnil in se pridružil kozakom na meji med Moskovijo in Krimskim kanatom. Tam so ga ujeli Krimski Tatari in ga prodali v suženjstvo. Postal je krmar turške galeje. V pomorski bitki so ga osvobodile nemške ladje in odpeljale v Benetke. Na poti domov je na Poljskem slišal zgodbe o carju Dimitriju. To ga je pripeljalo v Sambor, kjer je srečal Mihaila Molčanova iz skupine, ki je umorila Fjodorja Godunova, in nato somišljenika Grigorija Šahovskoga. Slednji je prek novega psevdo-Dimitrija načrtoval upor proti Moskvi. Ivan Bolotnikov je bil imenovan za poveljnika kozaške enote in okoli sebe zbral majhno vojsko pobeglih tlačanov, kmetov, izobčencev in vagabundov, nezadovoljnih s stanjem v državi. Zbranim je obljubljal izkoreninjenje vladajočega razreda in vzpostavitev novega družbenega sistema. 
Njegova vojska je avgusta 1606 porazila moskovsko in zatem opustošila Serpuhov. Iz Serpuhova je krenila proti Moskvi in jo začel oblegati. Decembra se je moral Bolotnikov umakniti, najprej v Serfov in Kalugo in nato v Tulo, kjer ga je naslednjih šest mesecev oblegala carska vojska.:221–232,242 Na pogajanjih o vdaji je car obljubil pomilostitev upornikov in Bolotnikov se je 10. oktobra vdal. Car ni izpolnil svoje obljube. Upornike so odpeljali v Moskvo in jih na različne načine usmrtili. Ivana Bolotnikova so odpeljeli v Kargopol, ga oslepili in nato utopili.
29. oktobra 1607 se je "drugemu lažnemu Dimitriju" pridružila skupina poljskih gospodov s 1800 plačanci, ki ji je novembra sledila še ena skupina poljskih gospodov in plačancev. Aprila 1608 se jim je pridružil ukrajinski princ Roman Rozinski s 4000 tujimi plačanci. Spomladi je vojska pri Bolhovu porazila može Dimitrija Vasilija in nato osemnajst mesecev oblegala Moskvo.:246,257–263
V kasnejših fazah državljanske vojne je Rusijo preplavil val oportunističnih carskih pretendentov.:237,262
Novembra 1608 se je v Galiču začelo ljudsko gibanje proti lažnemu Dimitriju, ki se je kmalu razširilo v Vologdo in Kostromo in ga ni bilo mogoče ustaviti. 
Februarja 1609 je bil car Vasilij tarča neuspešnega poskusa državnega udara. Spomladi je sledil še poskus Ivana Kriuk-Količeva. Oba zarotnika sta bila usmrčena. Za "belega carja" se je nato razglasil Prokofij Ljapunov in vodil upor iz območja Rjazana. Poleti 1609 so v Rusijo vdrli Krimski Tatari in veliko Rusov odpeljali v suženjstvo.:266–268
Februarja 1609 je knez Skopin-Šujski v Viborgu podpisal pogodbo s švedskimi predstavniki Karlom IX. V zameno za 3000 plačancev, večinoma Nemcev, Angležev, Škotov in Francozov, bi Švedska prejela trdnjavo Korela ter okoliška mesta in vasi. 10. maja 1609 je knez Skopin-Šujski povedel te plačance skupaj s 3000 ruskimi vojaki iz Novgoroda v Aleksandrov, kjer se je pridružil vojski Fjodorja Šeremeteva, ki je po umiku iz Astrahana prodirala iz Nižnega Novgoroda. 
Septembra 1609 je Rusijo napadel poljski kralj Sigismund III. Vasa  in začel oblegati Smolensk (1609-1611). Konec decembra 1609 je lažni Dimitrij pobegnil v Kalugo, kar je povzročilo nered in razpad tabora v Tušinu.:256,268–269
4. februarja 1610 so ruski gospodje na dvoru v Tušinu uradno podpisali sporazum s Sigismundom III. v upanju, da bodo končali državljansko vojno in vzpostavili red. Patriarh Filaret, člani klana Romanov, bojar Mihail G. Saltikov in Mihail Molčanov so bili pripravljeni podpreti Sigismundovega sina Vladislava za ruskega carja. 
Car Vasilij je po smrti Skopin-Šujskega za glavnega poveljnika vojske postavil svojega brata Dimitrija Šujskega. Dimitrij Šujski je po prihodu 10.000 najemniških vojakov, ki jih je priskrbel kralj Karel, in spomladanskem novačenju zbral vojsko 30.000 mož. Predhodnica  6000 mož naj bi blokirala napredovanje hetmana Zolkijevskega, vendar ji to ni uspelo in Poljaki so prodrli do Vjazme. Istočasno je vojska lažnega Dimitrija napredovala do Kolomenskega.:272–273

## Poljska in švedska intervencija
Car Vasilij je bil zdaj brez vojske in Prokofij Ljapunov, Vasilij Golicin in Filaret Romanov so skupaj z drugimi načrtovali strmoglavljenje nepriljubljenega carja. 17. julija so Šujskega aretirali, ga prisilili, da je postal menih in ga zaprli v samostan v Kremlju. Oblast je do sklica državnega zbora prevzel svet sedmih bojarjev. S prihodom vojske Zolkiewskega in vojske lažnega Dimitrija, ki je grozila Moskvi, se je svet sedmih bojarjev začel v taboru Zolkiewskega pogajati za mir in se hitro strinjal, da car postane Sigismundov sin Vladislav. 17. avgusta je zvestobo carju Vladislavu priseglo okoli deset tisoč Rusov.:273–275
Sigismundovi resnični nameni so postali jasni po aretacijah vseh morebitnih kandidatov za ruski prestol. Po obleganju Smolenska je dovolil poljske napade na druga ruska mesta in nato ustanovil poljsko garnizijo, sestavljeno iz 800 večinoma nemških plačancev pod poveljstvom Aleksandra Gosiewskega. 11. decembra 1610 je lažnega Dimitrija iz maščevanja ubil princ Peter Urusov, kapitan njegove telesne straže, medtem pa je Dimitrijeva vdova Marina rodila njegovega sina, "carjeviča Ivana Dmitrijeviča". Moskovčani so po teh dogodkih zasovražili brutalne tuje osvajalce in njihove ruske izdajalske pomagače.:275–277. 
V Rusiji so se prebudila protikatoliška in protipoljska čustva, kar je razjezilo propoljske bojarje. Švedska je nadaljevala s poljsko-švedsko vojno na baltski obali in prekinila svoje vojaško zavezništvo z Rusijo in začela ingrijsko vojno. V tem času je Rusija povsem propadla. Prestol je bil prazen, plemstvo se je med seboj prepiralo, pravoslavni patriarh Hermogen je bil v ječi, katoliški Poljaki so zasedli Kremelj in še vedno oblegali Smolensk, protestantski Švedi pa Novgorod. Na desettisoče Rusov je umrlo v bitkah, nemirih in akcijah razbojniških tolp. Južna obmejna območja Rusije so izpraznili in opustošili napadi Tatarov.
Skoraj čez noč so zaradi boja proti osovraženim tujcem ogromen ugled in priljubljenost dobili bojarji Požarski, Ljapunov in Zarucki. Januarja 1611 je Nižni Novgorod obvestil Prokofija Ljapunova, da se je mesto po nasvetu parijarha Hermogena in 'celotnega kraljestva' odločilo zbrati sile za osvoboditev Moskve. Hermogen je kljub temu, da je bil v ječi, vse do svoje smrti zaradi lakote februarja 1612 uspeval spodbujati domoljubje s pisanjem hujskaških pisem ruskim mestom. Bratranca kralj Karel IX. Švedski in Sigismund III. Poljski sta delovala kot tekmovalna osvajalca. Švedska je marca zasedla Karelijo, Poljaki pa junija Smolensk. 17. julija 1611 je švedska de la Gardie zasedla Novgorod in do začetka leta 1612 priključil številna obmejna mesta in trdnjave, s čimer je Rusijo odrezala od Baltskega morja.:279–281
Ljudsko nezadovoljstvo se je do začetka leta 1611 povečalo in mnogi so si prizadevali končati poljsko okupacijo. Poljski in nemški plačanci so med 19. in 21. marcem 1611 zadušili nemire v Moskvi, pri čemer so pobili 7000 ljudi in mesto zažgali. Poljski poveljnik Gosiewski je ukazal požgati tudi zunanje mesto in s tem dal Poljakom čas, da zadušijo moskovsko vstajo in napade "narodne milice". Pri tem krvavem poslu so jim izdatno pomagali Mihail G. Saltikov, člani sveta sedmih, zlasti Fjodor Mstislavski, Fedor Šeremetev in Ivan Romanov, ter drugi plemiči in bogati trgovci, ki so se zelo bali svojih rojakov in vedeli, kakšna usoda jih čaka, če bodo uporniki uspešni. Poljska okupacija se je zdaj omejila na Kremelj in Kitajgorod, ki so ju Poljaki izropali.:280–281
Spomladi 1611 so narodno milico vodili Prokofij Ljapunov in kozaška voditelja Dimitrij Trubeckoj in Ivan Zarucki. 22. julija 1611 pa je bil Ljapunov v sporu s kozaki ubit. Vodja milice je postal Zarucki in ustavil poletno ofenzivo Jana Karola Chodkiewicza.:285–289
Lažni Dimitrij III. se je najprej pojavil v Novgorodu in nato 23. marca 1611 v Ivangorodu. 4. decembra 1611 je ta tretji lažni Dmitrij prispel v Pskov. 2. marca 1612 se je za novega lažnega Dmitrija izreklo veliko število kozakov. Zarucki je kljub temu na tega novega Dmitrija gledal kot na grožnjo in je 20. maja 1612 organiziral njegovo aretacijo in na koncu njegovo usmrtitev z obešanjem.:290–291
Jeseni 1611 je Kuzma Minin, mesar iz Nižnega Novgoroda, pobral davke od prebivalstva, samostanov in kronskih kmečkih vasi, da bi financiral drugo milico. Njeno vodenje je prepustil knezu Dimitriju Požarskemu. Sedež rastoče milice in začasne vlade je postal  Jaroslavelj. Junija 1612 je Požarski sklenil premirje s Švedsko, kar je njegovi vojski omogočilo napredovanje proti Moskvi, kamor je prispela 28. julija 1612. Zarucki je z Marino Šujsko, malim Ivanom in nekaj kozaki pobegnil v Kolomno.:292–295

## Bitka za Moskvo
Januarja 1612 se je del poljske vojske uprl zaradi neizplačanih plač in se umaknil iz Rusije proti Republiki obeh narodov. Protipoljskim silam v Moskvi se je pridružila druga milica prostovoljcev in oblegala poljsko garnizijo, ki je ostala v Kremlju. Dobro oborožena in organizirana ruska vojska je marca 1612 zavzela Jaroslavelj in ustanovila začasno rusko vlado, ki so jo podpirala številna mesta. Minin in Požarski sta avgusta 1612 odšla v Moskvo, ko sta izvedela, da prihaja oblegancem na pomoč 9000 glava poljska vojska pod vodstvom hetmana Jana Karola Chodkiewicza. 1. septembra se je začela bitka za Moskvo. Chodkiewiczeva konjenica je bila sprva uspešna in pregnala rusko usmerjene donske kozaške enote. 3. septembra je Chodkiewicz sprožil nov napad, ki je dosegel zidove Kremlja, potem pa so ozke moskovske ulice napad ustavile in Chodkiewicz je po ruskem protinapadu ukazal umik.  22. septembra 1612 so Poljaki in Litovci zavzeli in požgali Vologdo in pobili in ujeli številne prebivalce. Opustošili so tudi več drugih mest.
27. oktobra 1612 se je moskovska poljska garnizija brezpogojno vdala in sile nacionalne milice so vstopile v prestolnico.:296–297

## Obdobje težav v kulturi
4. novembra se je v Carski Rusiji do ustanovitve Sovjetske zveze vsako leto praznoval Dan narodne enotnosti v spomin na kapitulacijo poljske garnizije v Kremlju. V sovjetskem obdobju se je namesto tega praznovala obletnica Oktobrske revolucije. Predsednik Vladimir Putin je leta 2005 obnovil praznovanje Dneva narodne enotnosti.
Obdobje težav je navdihovalo umetnike in dramatike v Rusiji in tujini. Tri najbolj priljubljene teme so Požarski-Mininova osvoboditev Moskve, boj med Borisom Godunovim in Lažnim Dmitrijem I. ter Ivan Susanin, kmet, ki naj bi se žrtvoval, da bi Poljake odpeljal stran od Mihaela Romanova: 
- Življenje za carja (rusko Жизнь за царя), v sovjetskem obdobju Ivan Susanin, je opera Mihaela Glinke
- Boris Godunov je drama Aleksandra Sergejeviča Puškina
- Boris Godunov je tudi opera Modesta Petroviča Musorgskega, ki temelji na Puškinovi drami
- Lažnemu Dimitriju I. sta posvečeni operi 
  - Dimitrij Antonína Dvořáka in
  - Dimitrij Victorina de Joncièresa; libreto opere temelji na nedokončani drami Demetrius Friedricha Schillerja
- Minin in Požarski imata spomenik na Rdečem trgu v Moskvi
- 1612 je epski film, posnet leta 2007

Ruski in poljski umetniki so naslikali številna dela, ki temeljijo na tem obdobju. 
Chester Dunning je temu obdobju in ustanovitvi dinastije Romanov posvetil svojo knjigo Prva državljanska vojna v Rusiji iz leta 2001; v njej je zapisal, da se je moderna Rusija začela leta 1613 z ustanovitvijo dinastije Romanov.

## Vir
- Phillips, Walter Alison (1911). »Russia« .  V Chisholm, Hugh (ur.). Enciklopedija Britannica (v angleščini). Zv. 23 (11. izd.). Cambridge University Press. str. 869–912. In particular, refer to pp. 896–897.